# نيل روبنسون (لاعب كرة قدم)
نيل روبنسون (بالإنجليزية: Neil Robinson)‏ (18 نوفمبر 1979 بليفربول في المملكة المتحدة - ) هو لاعب كرة قدم بريطاني في مركز الهجوم. لعب مع ماكليسفيلد تاون ونادي ساوثبورت ونادي بارسكو وPrescot Cables F.C. ‏ وSkelmersdale United F.C. ‏ وليه جنيسيس ‏.

## وصلات خارجية
- نيل روبنسون على موقع قاعدة بيانات كرة القدم.إي يو (الإنجليزية)